# Гемитаурихты
Гемитаурихты (лат. Hemitaurichthys) — род морских тропических лучепёрых рыб из семейства
щетинозубых отряда окунеобразных. Длина тела от 18 до 20,8 см. Обитают на коралловых рифах на глубине от 0 до 300 м. Встречаются в Индийском и Тихом океанах. Представители этого рода считаются видами вне опасности, они безвредны для человека, не представляют интереса как промысловые рыбы, но могут продаваться в качестве аквариумных рыб.

## Классификация
В род включают 4 вида:
- Hemitaurichthys multispinosus J. E. Randall, 1975
- Hemitaurichthys polylepis (Bleeker, 1857)
- Hemitaurichthys thompsoni Fowler, 1923
- Hemitaurichthys zoster (E. T. Bennett, 1831) — Щетинкозубый гемитаурихт[1]